# Magnus Mwalunyungu
Magnus Mwalunyungu, né le 25 août 1930, mort le 13 février 2015, est un prélat catholique tanzanien, évêque de Tunduru-Masasi (en).

## Biographie
Magnus Mwalunyungu est né le 25 août 1930 à Nsengilindete.
Il est ordonné prêtre le 23 août 1959. Il est recteur du grand séminaire de Kipalapala pendant de nombreuses années.
Le 30 mars 1992, Magnus Mwalunyungu est nommé évêque de Tunduru-Masasi. Il est ordonné évêque le 25 juin suivant ; son principal consécrateur est le cardinal Laurean Rugambwa, archevêque de Dar-es-Salaam.
Il prend sa retraite le 25 août 2005, et meurt le 13 février 2015 à Tosamaganga.